# 高田千尋
高田 千尋（たかだ ちひろ、1985年4月16日 - ）は、日本のお笑い芸人、グラビアアイドルである。お笑いコンビ「ばーん」の元メンバー。
青森県青森市出身。太田プロダクション所属。

## 来歴
- 青森県立青森東高等学校、明星大学人文学部心理・教育学科卒業[1]。大学では心理学専修であった。また幼児教育の教職課程も専攻していた。
- 明星大学在学時代から、高校時代の同級生の高坂友衣とお笑いコンビ「ばーん」を結成し、アマチュアとして活動を始める。その後、太田プロダクションに所属し本格的に活動を始める。
- 2016年3月25日、自身初となるグラビアDVD『BURN』を発売。このDVDは売り上げ5000枚を目標として、達成出来なかったら「青森に帰る」と宣言。しかし結果として売り上げ目標の達成には至らず、同年4月12日のブログにて活動拠点を地元の青森に移すことを報告[2]。なお相方の高坂友衣は東京に残り、「ばーん」の活動も“遠距離コンビ”となりながら継続[3]。
- 2019年12月、再び活動の場を東京に戻し、遠距離でのコンビ活動は終了した。
- 2021年、「ばーん」を解散。高坂は青森に帰郷し、高田は東京でピン芸人として活動している。

## 人物
- 身長162cm、血液型AB型。B88cm、W63cm、H82cm[4]。2017年にバストのサイズがEカップからFカップと大きくなった[5]。
- 趣味はソフトテニス、バドミントン、フットサル[1]。右利きである。
- 似ている芸能人は、松嶋初音。
- 好きなタイプは須藤元気[6]。
- 芸能人女子フットサルチーム「YOTSUYA CLOVERS」に所属していたが、2008年12月21日の「メルシートゥフェスタ2008アワード」をもって退団。前キャプテン。
- 大島優子の物真似も行っており、この物真似で八幡カオル（峯岸みなみ役）、ヨーコ（123☆45、松井珠理奈役）、せつこ（渡辺麻友役）、本日は晴天なり（指原莉乃役）、川堺弥生（飛び魚、板野友美役）、紺野ぶるま（秋元才加役）、寅人（高橋みなみ役）の同じくAKB48メンバーの物真似をする女芸人たちと共に『ニセAKB「えーけーびーLIVE」』に出演した[7]。その後も『チームG』と改めて活動を行っている[8]。他に、物真似レパートリーには中川翔子、山口智子、尾野真千子、能年玲奈、石原さとみ、芹那、ももいろクローバーZ（有安杏果、佐々木彩夏）、満島ひかり、壇蜜、永野芽郁などがある[4][9]。
- 30歳からグラビアを始め、グラビアアイドルとしても活動。「グラビア芸人」[10]、「女芸人グラドル」とも言われている[11]。
- 2020年から、木村拓哉のそっくりさんのものまねタレント・元木敦士のユニット「木村ファミリー」を、まーな（工藤静香役）、みよこ（Cocomi役）と共に組んでいる。高田はKōki,役[12]。

## その他
水着撮影会中止騒動についてコメントし、「この撮影会は今までの実籍が認められたり、オーディションで勝ち取るなどしてグラビアアイドルならだれでもできるものでない」とコメント

## 出演

### テレビ
- とんねるずのみなさんのおかげでした（第17回（2011年10月6日）、フジテレビ）「 博士と助手〜細かすぎて伝わらないモノマネ選手権〜」
  - 2019年12月14日はむらせと共演、NHK連続テレビ小説『半分、青い。』の間宮祥太朗と永野芽郁の物真似を披露[11][14]。
  - 2020年12月12日は元木敦士、まーな、みよことのユニット「木村ファミリー」で出演[12]。
- 北海道独立宣言（2019年4月 - 9月、北海道放送）
- 水曜日のダウンタウン（2021年3月24日、TBSテレビ）「30-1グランプリ」木村ファミリーで出演[12]。
- 知らなくて委員会（2021年4月19日、北海道放送）「芸人ショートネタ選手権」木村ファミリーで出演[15]
- ものまねのプロ215人がガチで選んだ本当にスゴい!ものまねランキング（2021年5月27日、テレビ東京）木村ファミリーで出演

### CM
- 日本興亜損害保険（2005年 - 2006年） - 女子高生 役

## 作品

### イメージビデオ
- BURN （2016年3月25日、エスデジタル）
- ちひろ （2016年10月21日、竹書房）
- ふわふわ （2017年6月20日、ラインコミュニケーションズ）
- あなただけでいい （2018年9月28日、スパイスビジュアル）
- 危険な女 高田千尋（2019年10月25日、スパイスビジュアル）[16][17]
- Accept（2022年2月25日、エスデジタル）